# (6711) Holliman
(6711) Holliman es un asteroide perteneciente al cinturón de asteroides, región del sistema solar que se encuentra entre las órbitas de Marte y Júpiter.
Fue descubierto el 30 de abril de 1989 por Eleanor F. Helin  desde el Observatorio Palomar.

## Designación y nombre
Designado provisionalmente como 1989 HG, fue nombrado en memoria de John Holliman (1948–1998), un corresponsal nacional de CNN, la cadena de noticias por cable de Estados Unidos. Holliman informó extensamente sobre el papel del Laboratorio de Propulsión a Chorro en la exploración espacial. Específicamente, se desempeñó como el reportero principal de la cadena para la misión Mars Pathfinder a Marte, presentando la cobertura continua de CNN del aterrizaje y la misión mientras la nave espacial transmitía video en vivo de la superficie del planeta. Holliman poseía una habilidad especial para hacer que el complejo y complicado proceso de exploración espacial fuera comprensible y accesible para sus espectadores.

## Características orbitales
Holliman está situado a una distancia media del Sol de 2,568 ua, pudiendo alejarse hasta 2,865 ua y acercarse hasta 2,272 ua. Su excentricidad es 0,116 y la inclinación orbital 14,694 grados. Emplea 1503,47 días en completar una órbita alrededor del Sol.

## Características físicas
La magnitud absoluta de Holliman es 13,69. Tiene 5,199 km de diámetro y su albedo se estima en 0,343.